# Peter Moors
Peter Moors (Nieuwpoort, 23 augustus 1961) is een Belgisch diplomaat en kabinetsadviseur.

## Levensloop
Peter Moors studeerde Germaanse filologie en politieke en sociale wetenschappen aan de Katholieke Universiteit Leuven en aan het Institut d'études politiques de Paris. Na zijn legerdienst, trad hij in 1988 als diplomaat in dienst van het Departement Buitenlandse Zaken. Hij was achtereenvolgens op post in Praag (1990-1993) en Rabat (1993-1996). Van 1996 tot 1999 was hij adviseur bij de permanente vertegenwoordiging van België bij de Europese Unie. In 1999 werd hij adjunct-kabinetschef en diplomatiek adviseur van premier Guy Verhofstadt (Open Vld), een functie die Moors vervulde tot 2004, wanneer hij ambassadeur in Athene werd.
In 2007 werd hij directeur-generaal Ontwikkelingssamenwerking en Humanitaire Hulp bij de Federale Overheidsdienst Buitenlandse Zaken, Buitenlandse Handel en Ontwikkelingssamenwerking, in 2014 kabinetschef van minister van Ontwikkelingssamenwerking Alexander De Croo (Open Vld), in 2019 voorzitter van het directiecomité van de FOD Buitenlandse Zaken, Buitenlandse Handel en Ontwikkelingssamenwerking en in 2020 kabinetschef van eerste minister De Croo.
Moors is of was bestuurder van het Instituut voor Tropische Geneeskunde, de Belgische Investeringsmaatschappij voor Ontwikkelingslanden BIO, het Belgische ontwikkelingsagentschap Enabel (voorheen Belgische Technische Coöperatie BTC), ECA-CREAC en het Egmont Instituut.
Moors is Grootofficier in de Leopoldsorde (2020), Kroonorde (2015) en Orde van Leopold II (2010). Hij ontving eretekens van Oostenrijk, Spanje en Griekenland. Op 4 september 2023 werd hem door de Oekraïense president Zelensky de Orde van Vorst Jaroslav de Wijze in de derde klasse toegekend.